# IndyCar Series
A IndyCar Series, atualmente conhecida como NTT IndyCar Series devido a um contrato de patrocínio, é a principal categoria de automobilismo de monopostos sancionada pela IndyCar. Fundada na temporada de 1996 como Indy Racing League (IRL) pelo empreendedor Tony George, proprietário do Indianapolis Motor Speedway, a série surgiu após uma dissidência com a CART em 1996. O último vencedor da 500 Milhas de Indianápolis antes dessa separação foi Jacques Villeneuve, que competiu pela Team Green e se transferiu para a temporada de 1996 da Fórmula 1, que é baseada na Europa.
A reunificação da IRL com a Champ Car, além de categorias anteriores como a AAA e a USAC, ocorreu na temporada de 2008.
Desde a temporada de 2015, o calendário da IndyCar Series é dividido em três tipos de pistas: um terço das corridas ocorre em circuitos ovais, que são tradicionais desde a década de 1910 (divididos em ovais curtos e longos); outro terço é realizado em circuitos mistos; e o restante em circuitos de rua.
A corrida mais prestigiosa da IndyCar Series são as 500 Milhas de Indianápolis, realizadas desde 1911 no circuito oval durante o mês de maio. Essas corridas possuem regras de classificação distintas e um número de inscritos consideravelmente maior.

## Histórico

### No ciclo da categoria de 1996-2004
O anúncio da criação de um novo campeonato de monopostos ocorreu em 1994, dando início à era da Indy Racing League (IRL) em 1996. O empreendedor Tony George, proprietário do Indianapolis Motor Speedway, alegou que estava estabelecendo uma nova categoria de monopostos para preservar a tradição dos monopostos americanos e suas especificações técnicas. O calendário inicial consistia exclusivamente de circuitos ovais, com a principal prova sendo as 500 Milhas de Indianápolis. A temporada começou com modelos da década de 1990 da CART, como os Reynard e Lola, utilizando motores turbo. A IRL foi inicialmente sancionada pela USAC, mas essa associação foi alterada na temporada de 1997, quando o regulamento foi modificado para permitir motores aspirados, abandonando assim os motores turbo, que estavam presentes nos monopostos americanos desde os anos 1970. Os motores turbo retornariam apenas na Temporada da IndyCar Series de 2012.
Entre 1996 e 2004, a IRL competiu exclusivamente em circuitos ovais, com as 500 Milhas de Indianápolis sendo a corrida mais prestigiosa. Durante esse período, destacaram-se pilotos brasileiros como Marco Greco, que conquistou uma pole position no oval de New Hampshire em 1997; Airton Daré, que venceu o oval de Kansas em 2002; e Felipe Giaffone, que também venceu no oval de Kentucky no mesmo ano.
A partir da Temporada da IndyCar Series de 2000, as restrições para equipes de outras categorias competirem nas 500 Milhas de Indianápolis foram relaxadas, permitindo a participação de equipes que corriam em outras ligas. Assim, Juan Pablo Montoya venceu a corrida de 2000, seguido por Hélio Castroneves, que venceu em 2001, 2002 e 2009, tornando-se tricampeão da prova. Gil de Ferran também foi vencedor em 2003.
Na Temporada da IndyCar Series de 2004, a categoria teve seu último calendário inteiramente composto por circuitos ovais, onde Tony Kanaan foi campeão, superando vários recordes. Ele se tornaria campeão das 500 Milhas de Indianápolis em 2013, já sob o regulamento que permitia motores turbo.

### Pós-temporada de 2004
A partir da Temporada da IndyCar Series de 2005, o calendário começou a incluir circuitos mistos e de rua. Circuitos como o de St. Petersburg, Sonoma e Watkins Glen foram adicionados ao calendário.
Na Temporada da IndyCar Series de 2006, os circuitos mistos e de rua continuaram a fazer parte da programação da IRL. O Grande Prêmio de Watkins Glen, realizado em condições de chuva, marcou um momento histórico, com Scott Dixon saindo vencedor. No mesmo ano, Sam Hornish Jr. conquistou as 500 Milhas de Indianápolis, tornando-se o primeiro tricampeão da categoria.

### Reunificação das categorias naTemporada da IndyCar Series de 2008

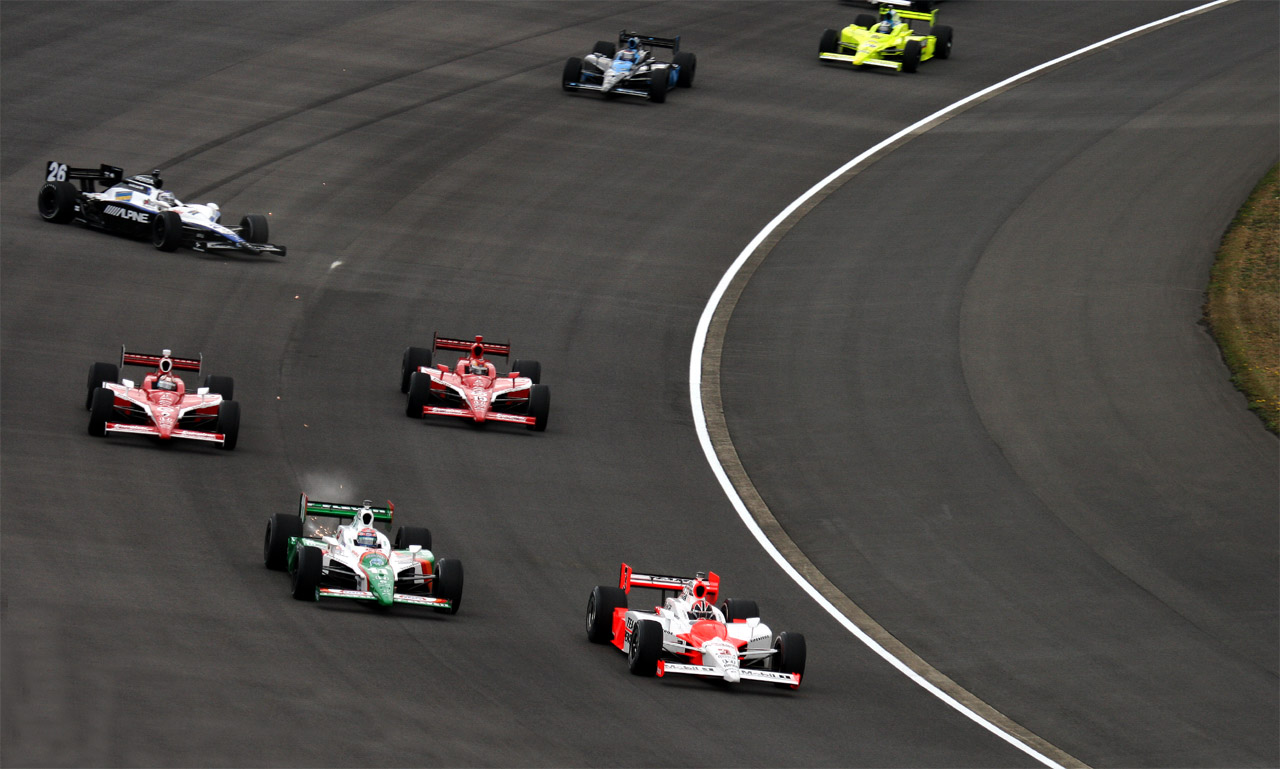
Primeira volta da Indy Japão 2008

Na Temporada da IndyCar Series de 2008, ocorreu a reunificação da Champ Car — sucessora da CART — com a IRL. A corrida mais popular da Champ Car, em Edmonton, foi remanejada para o calendário da IRL, enquanto a prova de Surfers Paradise na Austrália foi confirmada, mas não valeria pontos para a categoria. A corrida no Grande Prêmio de Long Beach marcou o fim da Champ Car, com Will Power sendo o vencedor. A reunificação foi impulsionada por dificuldades financeiras enfrentadas pela Champ Car, que resultaram em negociações urgentes para que as equipes pudessem se integrar rapidamente à IRL.
Desde os anos 1960, com a pavimentação do Indianapolis Motor Speedway e a preservação da faixa de tijolos na linha de chegada, a categoria tem sido palco de ícones do automobilismo mundial. Pilotos como Emerson Fittipaldi, Nigel Mansell, Mario Andretti, entre outros, deixaram sua marca nas 500 Milhas de Indianápolis, uma das corridas mais prestigiadas do automobilismo.

## Visão geral

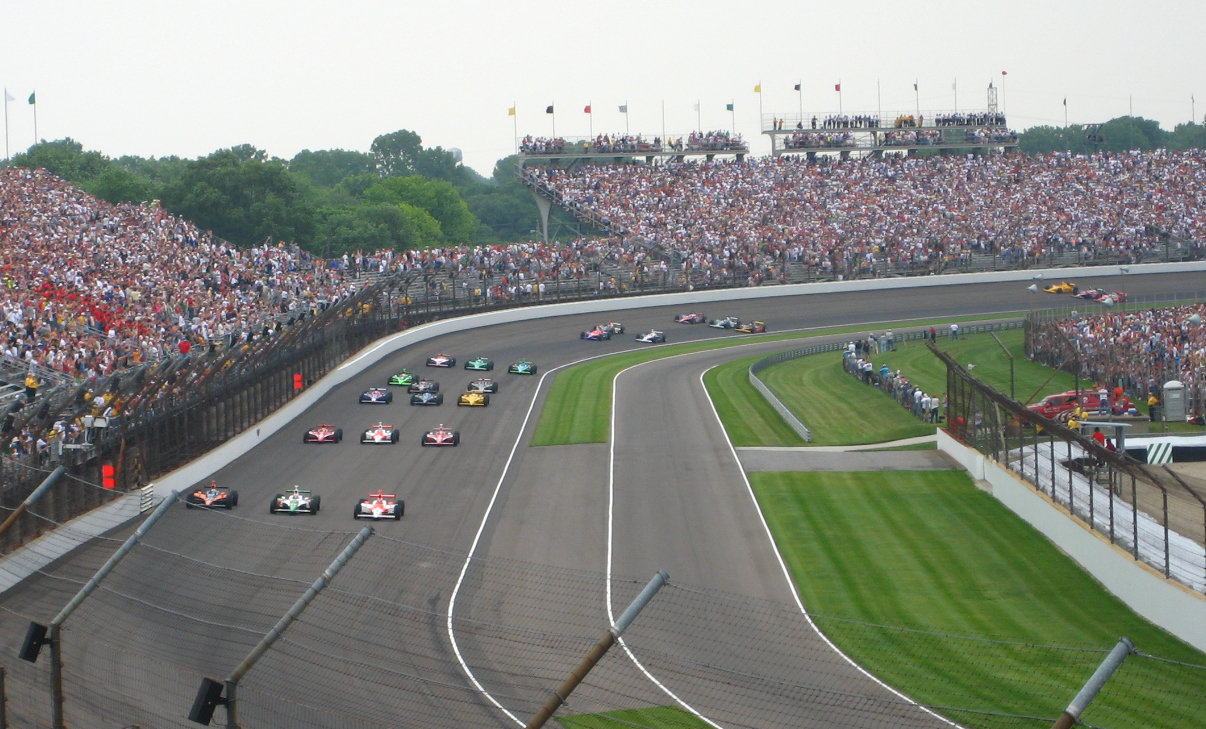
Início das 500 Milhas de Indianápolis de 2007.

A Indy Racing League (IRL) foi criada pelo empreendedor Tony George, ex-piloto da Indy Lights e proprietário do Indianapolis Motor Speedway, após a cisão com a CART. A decisão decorreu principalmente de divergências sobre a crescente introdução de circuitos mistos, que, segundo George, prejudicava os tradicionais circuitos ovais, além da crescente presença de pilotos estrangeiros. Acredita-se também que, assim como a Fórmula 1, a CART havia se tornado excessivamente tecnológica, favorecendo as equipes mais ricas em detrimento da competição. A IRL foi concebida para atrair os melhores pilotos americanos, com um regulamento que promovia orçamentos menores e um maior equilíbrio nas corridas.
Devido a uma disputa legal com a CART, a IRL não pôde utilizar o nome "IndyCar", que era registrado pelo Indianapolis Motor Speedway em 1992 e licenciado para a CART, até o final de 2002. Em 2003, a categoria adotou o nome atual, IndyCar Series.
Em 1996, a categoria era conhecida como USAC's Indy Racing League, sem gênero designado. Em 1998, com a entrada do primeiro patrocinador, passou a ser chamada de Pep Boys Indy Racing League. Após o término do contrato de patrocínio, a categoria firmou um novo acordo de cinco anos com a Northern Light, adotando o nome Indy Racing Northern Light Series. Contudo, esse acordo também foi encerrado após apenas dois anos, devido a uma reavaliação das estratégias da Northern Light, que decidiu encerrar todos os patrocínios.
Em 2002, a categoria passou a se chamar Firestone Indy Racing League. No ano seguinte, adotou oficialmente o nome IndyCar Series.
Em 5 de novembro de 2009, a IZOD anunciou que se tornaria o patrocinador-título da categoria.
Em janeiro de 2010, Tony George renunciou ao cargo de chefe do Indianapolis Motor Speedway, que atualmente é administrado pelo grupo Hulman & Co., e também deixou a direção da IRL, embora tenha retornado posteriormente ao grupo executivo. A partir da temporada de 2012, a IndyCar Series relançou o desafio para uma nova geração de carros com motores turbo, que haviam sido descontinuados em 1997 em favor dos motores aspirados.
Em 11 de janeiro de 2011, a Indy Racing League foi oficialmente redesignada como IndyCar.

## História dos carros e especificações atuais

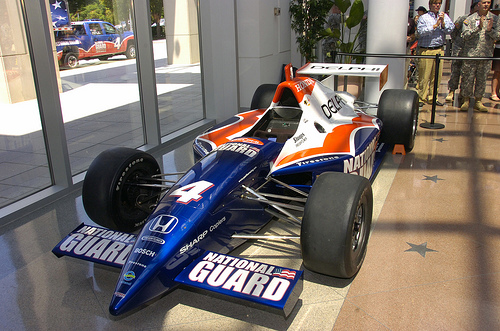
Um carro da IRL de especificação de 1997 da G-Force. Este carro foi repintado para fins promocionais em 2008

A atual IndyCar Series é uma categoria de monopostos com base nos Estados Unidos e controlada pela IndyCar (antiga Indy Racing League), que controla e especifica os chassis e os fabricantes de motores que as equipes estão autorizadas a utilizar em cada temporada.
Inicialmente, na temporada de 1996 foram utilizados os chassis Lola, Reynard e motor V6 da Cosworth, Buick e Mercedes-Benz de gerações anteriores. O novo regulamento de 1997 trouxe novas especificações técnicas utilizadas em modelos anteriores e introduziram o G-Force, Riley & Scott, Dallara (que fornece chassi atualmente) e o motor com preparação aspirada Oldsmobile (mais tarde Chevrolet, que fornece motores nos dias atuais na Indy) e o Infiniti até 2002 com a vinda da Honda e da Toyota.
O fornecedor único de pneus é a Firestone (que fornece até os dias atuais, possui uma longa história nas 500 Milhas de Indianápolis), mas no passado da IndyCar Series, já houve mais de uma fabricante de pneus competindo. Os motores começaram com motores V8 4,0 litros baseado em produção e limitados a 10 500 rpm e com 700 cavalos de potência. No período de 2000 a 2004 eles foram reduzidos para 3,5 litros, posteriormente na 2005 tiveram uma nova redução para 3,0 litros. Após a chegada do etanol (como combustível), eles voltaram para 3,5 litros.

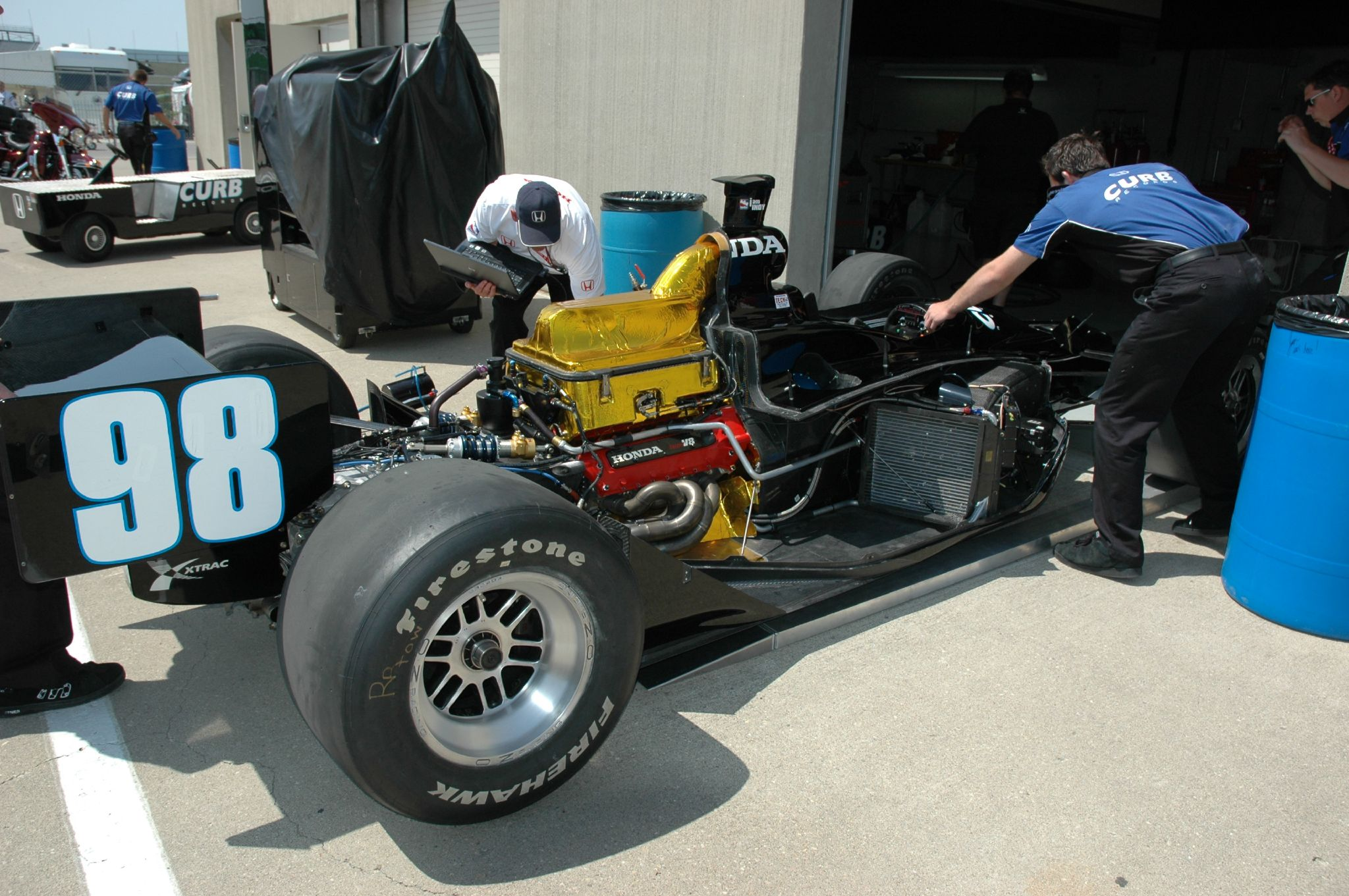
Motor Honda Indy V8 no carro

Com a mudança de regulamento elaborado a partir da temporada de 2012, os motor turbo retornariam, limitados a 12 000 rpm e posteriormente o push-to-pass entraria (mas sendo utilizado de forma limitada), para aprimorar a pressão aerodinâmica dos monopostos.
A partir da volta dos motores turbo em 2012, a Dallara fornece o chassi para todas as equipes e a Chevrolet e a Honda fornecem os motores, que são V6 (com 2.2 litros) e a Firestone como fornecedores de pneus. A Lotus Cars forneceu motores para as equipes durante a temporada de 2012, mas a mesma se retirou no fim do ano de 2012 e depois vieram os kits aerodinâmicos que eram desenvolvidas pelas duas fabricantes de motores até a a temporada de 2017.
Com o novo regulamento da temporada de 2018, da IndyCar Series, a fornecedora de chassis da categoria desenvolveria os kits aerodinâmicos (com o chamado aerokit universal, para todas as equipes), além disso, teria dois fabricantes de motores turbo com V6 de 2,2 litros, limitados a 12 000 rpm e o fornecedor de pneus seria o mesmo. Em 2020, dois anos após a Fórmula 1 ter introduzido o Halo, a IndyCar optou pelo Aeroscreen para proteger o cockpit dos condutores de objetos que pudessem atingir as suas cabeças.

### Chassis

#### 1996 a 2011
Na primeira temporada da categoria em 1996 foram utilizados antigos chassis da Lola e Reynard, anteriormente utilizados pela CART entre 1992 e 1995. A partir da mudança no regulamento na temporada de 1997 a categoria passou a utilizar sua primeira geração de carros próprios, com motores de preparação aspirada de 4.0 litros, derivados de carros de série (Oldsmobile Aurora e Nissan Infiniti) e chassis com dimensões diferentes dos carros da CART.

### Especificações

#### Especificações até o final da temporada de 2011

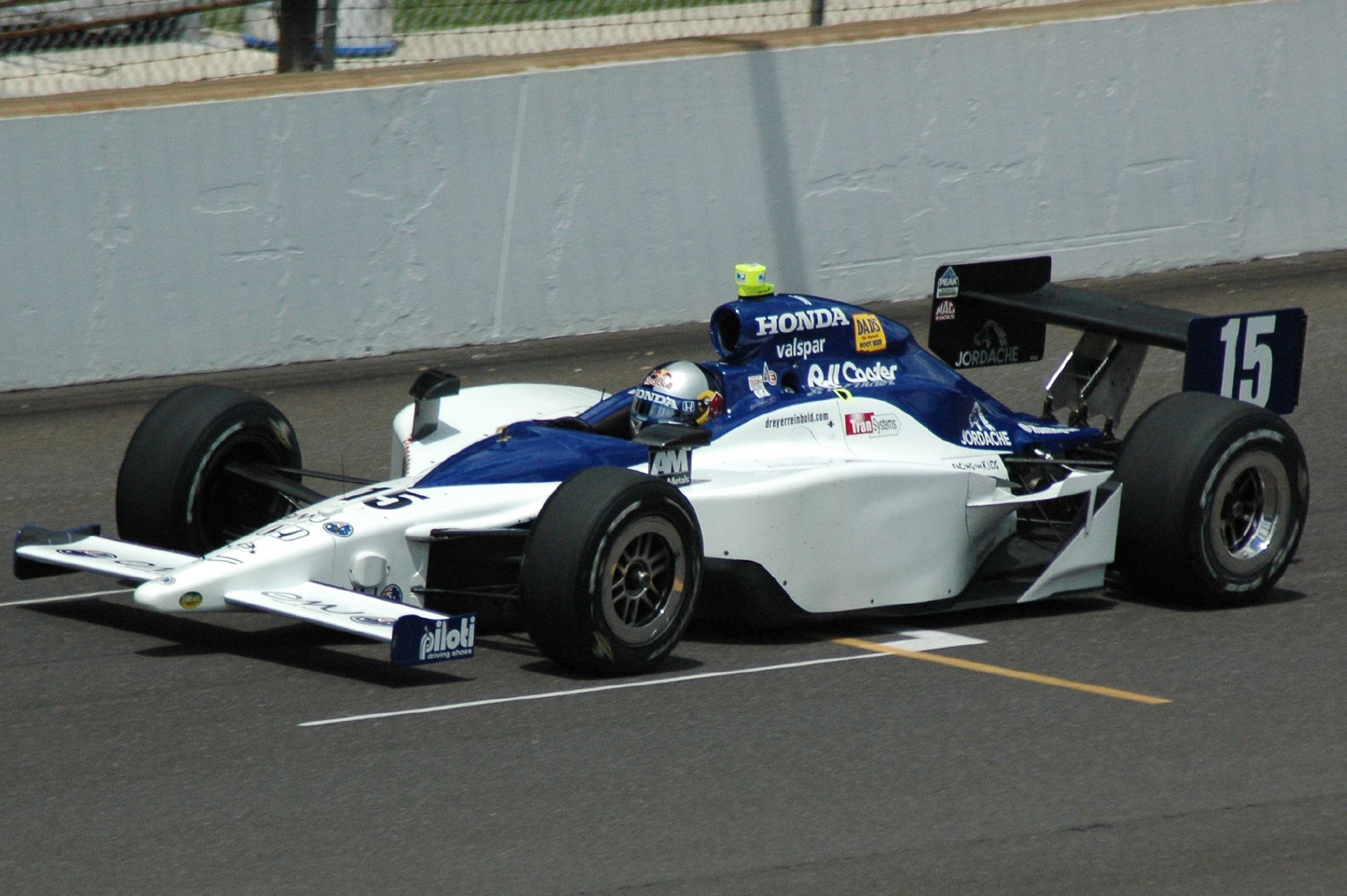
Dallara IR5 (2005-2011).

- Chassi: Dallara IR5, monocoque de fibra de carbono com estrutura de honeycomb kevlar
- Fabricante do motor: Honda HI11R Indy V8
- Deslocamento de motor: 3,5 L (3.500 cc; 214 in3) DOHC V8
- Câmbio: Caixa de velocidades de 6 velocidades com marcha a ré
- Peso: 710 kg em ovais e 744 kg em autódromos e nos circuitos de rua, incluindo o líquido de arrefecimento, lubrificantes, piloto e combustível
- Potência de saída: Depende do estilo da pista entre 650 até 690 cavalos de potência e dependendo do modo de push-to-pass (que é usado para aerodinâmica dos monopostos), limitados a 10 000 rpm
- Combustível: Sunoco 98% de etanol + 2% de gasolina[6]
- Capacidade de combustível: 83 litros
- Entrega de combustível: injeção de combustível
- Aspiração: Motores de preparação aspirada
- Comprimento: 4,877 mm no máximo
- Largura: 1.994 mm no máximo; 1.968 mm no mínimo (fora as bordas da roda)
- Altura: 1,994 mm excluindo roll hoop e montagem
- Distância entre os eixos: Entre 3,086–3,099 mm
- Aros da roda: BBS e O.Z. rodas de alumínio de corrida
- Tamanho da roda dianteira: 10 polegadas (250 mm) x 15 polegadas (380 mm)
- Tamanho da roda traseira: 14 polegadas (360 mm) x 15 polegadas (380 mm)
- Pneus: Firestone Firehawk radial liso seco e pneus para chuva
- Tamanho do pneu dianteiro: 305/45 - R15
- Tamanho do pneu traseiro: 415/40 - R15
- Direção: Direção variável, assistida, cremalheira e pinhão

#### Depois de 2012-2017

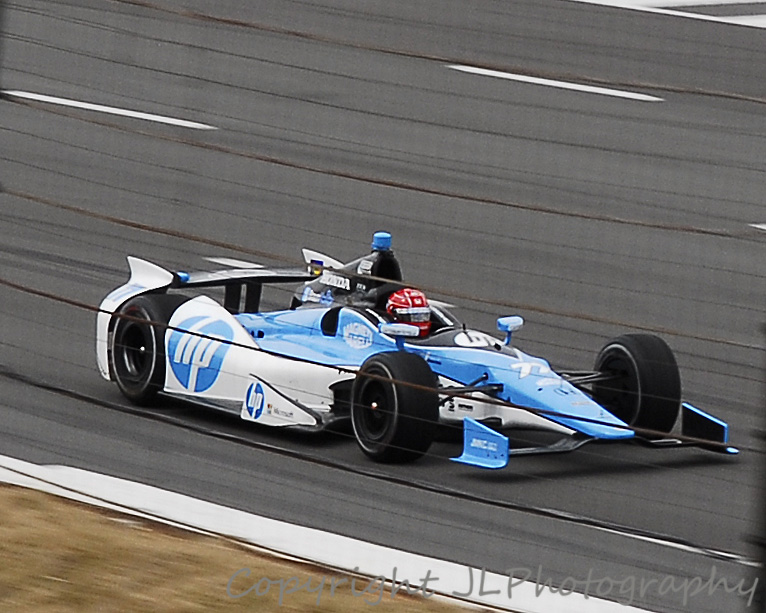
Dallara DW12 (2012-2017).

- Chassi: Dallara DW12, monocoque de fibra de carbono com estrutura de honeycomb kevlar
- Fabricante do Motor: Chevrolet e Honda. A Lotus Cars forneceu motores para as equipes durante a temporada de 2012, mas a mesma se retirou no fim do ano de 2012
- Deslocamento do Motor: 2,2 litros, DOHC e com motor V6
- Câmbio:  Caixa de velocidades com 6 velocidades (deve ter marcha a ré)
- Peso:  717 kg nos ovais de 1,5 milha (2,4 km); de 730 kg, leia-se os ovais longos e as 500 Milhas de Indianápolis (a Indy 500 é a principal corrida do campeonato); 735 kg nos ovais curtos, circuitos mistos e os circuitos de rua
- Potência: Depende da pista, mas está entre 550 cavalos de potência até 750 cavalos de potência e podem ser acrescentados mais 60 cavalos de potência com o artifício do push-to-pass, usado para a aerodinâmica dos monopostos, limitados a 12,000 rpm
- Combustível: Sunoco E85 etanol + 15% de gasolina
- Capacidade de combustível: 70 litros
- Entrega de combustível: Injeção eletrônica direta e indireta que produz 1 300 millibars (19 psi) que é a pressão máxima no sistema de combustível.
- Aspiração: Motor Turbo desde 2013 e também turbo gêmeo (desde 2014)
- Comprimento: 5,180 mm seja em circuitos mistos, circuito de rua e nos ovais curtos; 5,012 mm nos ovais intermediários de 1,5 milha(2,4 km), ovais longos e nas 500 Milhas de Indianápolis (que são uma corrida a parte do calendário da IndyCar Series)
- Largura: Entre 1,918 mm e 1,924 mm; 1,943 mm no geral
- Distância entre os eixos: Entre 2,984 mm e 3,086 mm e que eram ajustáveis
- Pneus: Firestone, entre 2,984 até 3,086 mm que podem ser ajustados
- Direção: Direção variável assistida, cremalheira e pinhão,[7]

#### Depois de 2018-2020
- Chassi: Dallara DW12, monocoque de fibra de carbono com estrutura de honeycomb kevlar
- Fabricantes do Motor: Ilmor-Chevrolet Indy V6 e Honda Indy V6
- Deslocamento do Motor: 2.2 litros, DOHC, com motor V6
- Câmbio: caixa de velocidades com 6 velocidades, com marcha a ré
- Peso: 720 kg nos circuitos ovais de 1,5 milha (com 2,4 km), nos ovais longos e 500 Milhas de Indianápolis, 735 kg nos ovais curtos, circuito misto e circuito de rua
- Potência: Depende da pista, mas os dados estimam entre 550 até 750 cavalos + 60 cavalos através do artifício do push-to-pass que é usado para a aerodinâmica dos monopostos, limitados a 12 000 rpm
- Combustível: Sunoco E85 com etanol + 15% de gasolina
- Capacidade de combustível: 70 litros (18,5 galões americanos)
- Entrega de combustível: Combinação de injeção direta e indireta
- Aspiração: Motor Turbo (turbo gêmeo ou biturbo)
- Comprimento: 5120 mm no mínimo
- Largura: 1,920 mm no mínimo em circuito misto e no circuito de rua, 1,924 mm no mínimo em circuitos ovais
- Altura: 1,918 mm no mínimo em circuito mistos e circuito de rua, com o mínimo de 1,924 mm nos circuitos ovais e no máximo 1,943 mm, medido entre as bordas
- Distância entre os eixos: Entre 2,984 mm e 3,086 mm e que são ajustáveis
- Freios: Brembo 4 pistões (de ovais curtos e intermediários, 500 milhas de Indianápolis e superspeedways) / pinças de lítio 6 pistões (circuito misto e circuitos de rua), monobloco de alumínio usinado a partir de tarugo com almofadas, discos de carbono Brembo 328 x 30 mm e pistões de titânio irradiada
- Aros da roda: BBS e O.Z. Racing rodas de alumínio
- Pneu: Firestone Firehawk com pneu seco, pneu slick e pneus de chuva
- Direção: Direção variável, assistida, cremalheira e pinhão[7]

#### A partir de 2024
- Cilindrada do motor: 2.2 L DOHC V6
- Câmbio: 6 velocidades com transmissão semi-automática (tem de ter marcha ré)
- Peso: 750 kg em ovais de 1.5 milhas(3,4 km), superovais e 500 milhas de Indianápolis; 770 kg em ovais curtos; 770 kg em pistas de estrada e de rua (incluindo a adição de para-brisas aerodinâmico + piloto, combustível e todos os lubrificantes e líquidos de refrigeração)
- Potência de saída: Dependente do local 550-750 com mais 60 cv (push-to-pass)
- Combustível: Shell E100 Etanol
- Capacidade do combustível: 70 litros(18.5 galões americanos)
- Fornecimento de combustível': combinação de injeção direta de gasolina e injeção indireta que produz 300 bars (4 400 psi) de pressão máxima do sistema de combustível
- Taxa de restrição do caudal de massa de combustível: Ilimitada
- Aspiração: Twin-Turbo(Biturbo)
- Turbocompressor: BorgWarner EFR7163
- Limite de rotações do turbocompressor: 150.600 rpm em pistas superrápidas, incluindo a circuito de Indianapolis Motor Speedway; 149.500 rpm em pistas ovais curtas e pistas de estrada/rua
- Comprimento: 201,7 polegadas (5.123 mm)
- Largura: 75,5 polegadas (1.918 mm) polegadas no mínimo (estrada/estrada), 75,75 pol. (1.924 mm) no mínimo (ovais), 76,5 polegadas (1.943 mm) no máximo (medido)
- Distância entre eixos: 117,5-121,5 polegadas (2.984-3.086 mm) ajustável
- Direção: Manual variável de cremalheira e pinhão, sem assistência elétrica[7]
- Pneus: Firestone Firehawk radial seco slick para todas as pistas e com piso molhado apenas para pistas de estrada/rua caso chova

## Circuitos
Depois da separação com a CART, a IRL começou como uma categoria que corria puramente em circuitos ovais, incluindo um novo circuito feito pela família Hulman-George no Walt Disney World. em circuitos que eram mais utilizados pela NASCAR e que não eram divididos pela CART. A partir de 2001 a categoria passou a utilizar circuitos da rival, e a introdução do circuito de Homestead acabou por fechar o circuito da Disney, em 2005 foram adicionados os primeiros circuitos mistos da categoria (St. Petersburg, Watkins Glen e Sonoma).
Na temporada 1996-1997, tanto Las Vegas como New Hampishire acolheram uma corrida em 1996 e outra em 1997.
Abaixo estão os circuitos e ovais que têm feito parte da categoria:
| Circuitos ovais                                    | Circuitos ovais         | Circuitos mistos e autódromos                        | Circuitos mistos e autódromos  |
| Dentro dos Estados Unidos                          | Fora dos Estados Unidos | Dentro dos Estados Unidos                            | Fora dos Estados Unidos        |
| -------------------------------------------------- | ----------------------- | ---------------------------------------------------- | ------------------------------ |
| Walt Disney (1996-2000)                            | Motegi (2003-10) (oval) | St. Petersburg (2005-2019)                           | Surfers Paradise (2008)        |
| Nazareth (2002-04)                                 |                         | Watkins Glen (2005-10, 2016-2017)                    | Toronto (2009-2019)            |
| Phoenix (1996-2005, 2016-18)                       |                         | Sonoma (2005-2018)                                   | Edmonton (2008-12)             |
| Indianápolis {Evento principal} (a partir de 1996) |                         | Mid-Ohio (2007-2019)                                 | São Paulo (2010-13)            |
| Las Vegas (1996-2000, 2011)                        |                         | Louisiana (2015)                                     | Motegi (2011) (circuito misto) |
| New Hampshire (1996-98, 2011)                      |                         | Detroit (2007-2008, 2012–2019)                       |                                |
| Texas (1997-2019)                                  |                         | Long Beach (2008-2019)                               |                                |
| Pikes Peak (1997-2005)                             |                         | Barber (2010-2019)                                   |                                |
| Charlotte (1997-99)                                |                         | Houston (2013-14)                                    |                                |
| Dover (1998-99)                                    |                         | Portland (2018)                                      |                                |
| Atlanta (1998-2001)                                |                         | Road America (2016-2019)                             |                                |
| Kentucky (2000-11)                                 |                         | Baltimore (2011-2013)                                |                                |
| Homestead-Miami (2001-10)                          |                         | Indianápolis (2014-2019) (Traçado do circuito misto) |                                |
| Richmond (2001-09)                                 |                         | Circuito das Américas (2019)                         |                                |
| Kansas (2001-10)                                   |                         | Laguna Seca (2019)                                   |                                |
| Nashville (2001-08)                                |                         |                                                      |                                |
| Gateway (2001-03, 2017-19)                         |                         |                                                      |                                |
| Chicagoland (2001-10)                              |                         |                                                      |                                |
| Fontana (2002-05, 2012-15)                         |                         |                                                      |                                |
| Michigan (2002-07)                                 |                         |                                                      |                                |
| Milwaukee (2004-09 y 2011-15)                      |                         |                                                      |                                |
| Iowa (2007-19)                                     |                         |                                                      |                                |
| Pocono (2013-19)                                   |                         |                                                      |                                |

## Pontuação
Tal como outras disciplinas, a IndyCar atribui pontos com base no local onde um piloto termina uma corrida. Os três principais condutores estão separados por dez e cinco pontos, respectivamente (ver quadro nesta secção). Os terminadores do quarto ao décimo lugar estão separados por dois pontos cada um. Os acabadores do décimo primeiro ao vigésimo quinto lugar estão separados por um ponto cada um. Todos os outros pilotos que iniciam a corrida recebem cinco pontos. Os pontos de bônus são atribuídos da seguinte forma: um ponto para o piloto que ganhar a pole position de cada corrida (exceto Indianápolis), um ponto para qualquer piloto que liderar pelo menos uma volta numa corrida, e dois pontos de bônus adicionais para o piloto que liderar o maior número de voltas em cada corrida.
A partir de 2014, as 500 Milhas de Indianápolis atribuem pontos dobrados.
| Posição | Pontos | Posição | Pontos | Posição | Pontos | Posição | Pontos |
| ------- | ------ | ------- | ------ | ------- | ------ | ------- | ------ |
| 1º      | 50     | 11º     | 19     | 21º     | 9      | 31º     | 5      |
| 2º      | 40     | 12º     | 18     | 22º     | 8      | 32º     | 5      |
| 3º      | 35     | 13º     | 17     | 23º     | 7      | 33º     | 5      |
| 4º      | 32     | 14º     | 16     | 24º     | 6      |         |        |
| 5º      | 30     | 15º     | 15     | 25º     | 5      |         |        |
| 6º      | 28     | 16º     | 14     | 26º     | 5      |         |        |
| 7º      | 26     | 17º     | 13     | 27º     | 5      |         |        |
| 8º      | 24     | 18º     | 12     | 28º     | 5      |         |        |
| 9º      | 22     | 19º     | 11     | 29º     | 5      |         |        |
| 10º     | 20     | 20º     | 10     | 30º     | 5      |         |        |

### Tríplice Coroa e Indianápolis 500
A partir de 2014, as corridas que integram a chamada Tríplice Coroa da Fórmula Indy, cujas corridas são: 500 Milhas de Indianápolis, 500 milhas de Pocono e 500 milhas de Fontana, terão pontuação dobrada.
As 500 Milhas de Indianápolis, por se tratar do evento mais badalado da categoria, terá bonificações a mais para os pilotos. No fim de semana que define o grid também dá pontos.
Os 33 classificados para o grid, no sábado, pontuarão – 33 pontos para o pole, 32 para o segundo colocado, 31 para o terceiro, e assim por diante –, e os que conseguirem vaga para o Fast Nine, que definirá a pole e as nove primeiras colocações no domingo, levarão um bônus de nove pontos ao primeiro, oito ao segundo, sete ao terceiro, sucessivamente até o nono colocado, que levará um ponto.

## Bandeiras
| Bandeira | Descrição |
| -------- | --- |
|          | Bandeira amarela Perigo logo a frente. Reduza a velocidade. Em ovais, significa a entrada do safety car. Em circuitos mistos o diretor de prova mostra 2 bandeiras sinalizando a entrada do safety car. |
|          | Bandeira azul com lista amarela Dê passagem (o retardatário) a um carro mais veloz que quer ultrapassar.                                                                                                |
|          | Bandeira verde Largada ou Relargada. Pista livre. |
|          | Bandeira vermelha Corrida paralisada devido a acidente, chuva (no caso de circuitos ovais) ou má condição da pista.                                                                                     |
|          | Bandeira listrada em amarelo e vermelho Cuidado. Óleo na pista ou pista escorregadia. |
|          | Bandeira branca Última volta. |
|          | Bandeira xadrez (ou quadriculada) Fim da prova. |
|          | Bandeira branca com cruz vermelha Ambulância na pista ou ajuda médica se faz necessária. |
|          | Bandeira preta com cruz branca Desclassificação do piloto ao qual foi indicada. |
|          | Bandeira vermelha com "X" amarelo Área do pit stop fechada. |
|          | Bandeira preta Piloto obrigado a ir aos pits e seguir orientações dos fiscais de prova. Se for apresentada com bandeira branca, o carro deixa de ter as voltas computadas até ele entrar no pit.        |

## Campeões
| Ano     | Campeões                          | Campeões                                  | Campeões     | Campeões      | Rookie do ano       | Piloto mais popular |
| Ano     | Piloto                            | Equipe                                    | Chassis      | Motor         | Rookie do ano       | Piloto mais popular |
| ------- | --------------------------------- | ----------------------------------------- | ------------ | ------------- | ------------------- | ------------------- |
| 1996    | Scott Sharp (1)& Buzz Calkins (1) | A.J. Foyt Enterprises Bradley Motorsports | Lola Reynard | Ford-Cosworth | não houve premiação | não houve premiação |
| 1996-97 | Tony Stewart (1)                  | Team Menard                               | G-Force      | Oldsmobile    | Jim Guthrie         | Arie Luyendyk       |
| 1998    | Kenny Bräck (1)                   | A.J. Foyt Enterprises                     | Dallara      | Oldsmobile    | Robby Unser         | Arie Luyendyk       |
| 1999    | Greg Ray (1)                      | Team Menard                               | Dallara      | Oldsmobile    | Scott Harrington    | Scott Goodyear      |
| 2000    | Buddy Lazier (1)                  | Hemelgarn Racing                          | Dallara      | Oldsmobile    | Airton Daré         | Al Unser, Jr.       |
| 2001    | Sam Hornish, Jr. (1)              | Panther Racing                            | Dallara      | Oldsmobile    | Felipe Giaffone     | Sarah Fisher        |
| 2002    | Sam Hornish, Jr. (2)              | Panther Racing                            | Dallara      | Chevrolet     | Laurent Rédon       | Sarah Fisher        |
| 2003    | Scott Dixon (1)                   | Chip Ganassi Racing                       | G-Force      | Toyota        | Dan Wheldon         | Sarah Fisher        |
| 2004    | Tony Kanaan (1)                   | Andretti Green Racing                     | Dallara      | Honda         | Kosuke Matsuura     | Sam Hornish, Jr.    |
| 2005    | Dan Wheldon (1)                   | Andretti Green Racing                     | Dallara      | Honda         | Danica Patrick      | Danica Patrick      |
| 2006    | Sam Hornish, Jr. (3)              | Penske Racing                             | Dallara      | Honda         | Marco Andretti      | Danica Patrick      |
| 2007    | Dario Franchitti (1)              | Andretti Green Racing                     | Dallara      | Honda         | Ryan Hunter-Reay    | Danica Patrick      |
| 2008    | Scott Dixon (2)                   | Chip Ganassi Racing                       | Dallara      | Honda         | Hideki Mutoh        | Danica Patrick      |
| 2009    | Dario Franchitti (2)              | Chip Ganassi Racing                       | Dallara      | Honda         | Raphael Matos       | Danica Patrick      |
| 2010    | Dario Franchitti (3)              | Chip Ganassi Racing                       | Dallara      | Honda         | Alex Lloyd          | Danica Patrick      |
| 2011    | Dario Franchitti (4)              | Chip Ganassi Racing                       | Dallara      | Honda         | James Hinchcliffe   | Dan Wheldon         |
| 2012    | Ryan Hunter-Reay (1)              | Andretti Autosport                        | Dallara      | Chevrolet     | Simon Pagenaud      | James Hinchcliffe   |
| 2013    | Scott Dixon (3)                   | Chip Ganassi Racing                       | Dallara      | Honda         | Tristan Vautier     | Tony Kanaan         |
| 2014    | Will Power (1)                    | Team Penske                               | Dallara      | Chevrolet     | Carlos Muñoz        | Juan Pablo Montoya  |
| 2015    | Scott Dixon (4)                   | Chip Ganassi Racing                       | Dallara      | Chevrolet     | Gabby Chaves        | Justin Wilson       |
| 2016    | Simon Pagenaud (1)                | Team Penske                               | Dallara      | Chevrolet     | Alexander Rossi     | Bryan Clauson       |
| 2017    | Josef Newgarden (1)               | Team Penske                               | Dallara      | Chevrolet     | Ed Jones            | Conor Daly          |
| 2018    | Scott Dixon (5)                   | Chip Ganassi Racing                       | Dallara      | Honda         | Robert Wickens      | James Hinchcliffe   |
| 2019    | Josef Newgarden (2)               | Team Penske                               | Dallara      | Chevrolet     | Felix Rosenqvist    | não houve premiação |
| 2020    | Scott Dixon (6)                   | Chip Ganassi Racing                       | Dallara      | Honda         | Rinus VeeKay        | Alexander Rossi     |
| 2021    | Álex Palou (1)                    | Chip Ganassi Racing                       | Dallara      | Honda         | Scott McLaughlin    | Romain Grosjean     |
| 2022    | Will Power (2)                    | Team Penske                               | Dallara      | Chevrolet     | Christian Lundgaard | não houve premiação |
| 2023    | Álex Palou (2)                    | Chip Ganassi Racing                       | Dallara      | Honda         | Marcus Armstrong    | não houve premiação |
| 2024    | Álex Palou (3)                    | Chip Ganassi Racing                       | Dallara      | Honda         | Linus Lundqvist     | não houve premiação |